# Branda
La branda è il letto del marinaio a bordo; si compone di un pezzo di tela olona lunga due metri e larga uno, orlata e rinforzata con una sottile canapa sugli orli, ed alle estremità del quale vengono fissate le testiere, o capezziere, ossia gruppo di funi sottili, lunghe circa cinquanta centimetri, che terminano tutte ad uno stesso anello e ad una presa unica. È cioè fabbricata sul tipo delle amache.

## Etimologia
Il nome di branda deriverebbe dall'italiano (dei tempi di Vespucci) brandire, dal moto oscillatorio che la branda ha quando è appesa. Per questo suo sistema di sospensione la branda offre un mezzo relativamente comodo per dormire anche con mare agitato.

## Descrizione
La branda è un letto perfettamente adatto per le navi. Presenta il difetto di non offrire un piano rigido per dormire; al contrario attenua sensibilmente il movimento di rollio, occupa un posto ristretto, è lavabile e disinfettabile. Il marinaio non possiede lenzuoli, né biancheria per la notte, per cui si spoglia solamente degli abiti esterni e si sdraia sulla branda semivestito, avvolto nella coperta di lana. La branda viene appesa con i due anelli della capezziera ad appositi ganci fissati nei bagli della nave e lì tenuta allargata mediante due stecche di legno della lunghezza di sessanta centimetri circa. 
Dentro la branda si trova un materassino imbottito di Kapok e rivestito da un sacco di tela bianca che fa da lenzuolo e viene chiamata fascia da materasso. Sia la branda, sia la fascia del materasso vengono settimanalmente lavati. Le navi moderne hanno tanti posti branda quanti sono gli uomini dell'equipaggio ma negli antichi vascelli non era così: non essendovi spazio sufficiente, il marinaio era costretto a rifare la sua branda ogni quattro ore, ossia ad ogni cambio della guardia di servizio.
Al mattino, dopo la sveglia, le brande vengono chiuse e legate in modo speciale e riposte nei bastingaggi dai quali si tolgono la sera. In tal modo durante il giorno i dormitori restano completamente sgombri, e servono per refettorio, scuole, ecc. Ciascuna branda porta un numero che è quello assegnato al marinaio che la possiede, e i ganci dei bagli portano a loro volta numeri corrispondenti alle brande.
Le brande rollate (vale a dire chiuse) erano adoperate durante il combattimento per rivestire parti indifese, fungendo da cuscino elastico che potesse offrire riparo dalle schegge. Con tale intento gli stessi bastingaggi sono posti lungo le murate. Avendo il materassino di Kapok, le brande galleggiano sull'acqua e possono venire adoperate all'occorrenza come mezzo di salvataggio.